# Ulrich Seidl
Ulrich Maria Seidl (n. 24 de noviembre de 1952; Viena, Austria) es un guionista, productor y director de cine austriaco. Logró el Gran Premio del Jurado en 2001 en el Festival de Venecia por su película Hundstage (Días de canícula), una historía entre simpática, violenta, casi truculenta, y de un aire marcadamente surrealista.
El estilo de Ulrich es marcadamente documental y basa sus escenas en hechos de la vida cotidiana que cualquier persona puede comprender y en los que se presenta la soledad, crudeza y necesidades sentimentales de la vida.

## Filmografía
- 1990 Good News
- 1992 Mit Verlust ist zu rechnen (Con pérdidas previstas)
- 1995 Tierische Liebe (Amor salvaje)
- 1999 Modelos
- 2001 Hundstage (Días de canícula)
- 2003 Jesús, ya lo sabes
- 2007 Import/Export
- 2012 Paradies: Glaube (Paraíso: Fe)
- 2012 Paraíso: amor
- 2013 Paradies: Hoffnung (Paraíso: Esperanza)
- 2014 Im Keller
- 2016 Safari
- 2022 Sparta
- 2022 Rimini

## Premios y distinciones
Festival Internacional de Cine de Venecia
| Año  | Categoría                              | Película    | Resultado |
| ---- | -------------------------------------- | ----------- | --------- |
| 2001 | Premio especial del Jurado             | Días perros | Ganador   |
| 2012 | León de Plata - Gran Premio del Jurado | Paraíso: Fe | Ganador   |